# Atentado em mesquita de Pexauar em 2023
O atentado terrorista em mesquita de Pexauar em 2023 ocorreu em 30 de janeiro de 2023, dentro de uma mesquita na área das Linhas Policiais de Pexauar, Khyber Pakhtunkhwa, no Paquistão. Tratou-se de um ataque suicida com bomba. O atacante detonou a bomba durante as orações Zuhr, matando pelo menos 100 pessoas e ferindo mais de 220 outras, com sete em estado crítico.

## Antecedentes
Durante o final do século XX e início do século XXI no Paquistão, ataques islâmicos e sectários foram muito comuns, matando milhares de pessoas. Em 2004, seus ataques se intensificaram em uma insurgência no noroeste do país. Muitos e significantes ataques ocorreram em Pexauar, Khyber Pakhtunkhwa, incluindo um bombardeio em um mercado em 2009 que matou pelo menos 117 pessoas. Em 2013, um ataque a uma mesquita xiita matou pelo menos 14 pessoas, e outro ataque a uma igreja matou pelo menos 75. Os ataques seguintes incluíram um massacre escolar em 2014 e outro ataque a uma mesquita xiita em 2015. Pexauar experimentou "uma relativa calmaria" nos anos anteriores ao ataque a mesquita em 2022, mas houve "um aumento significativo da violência" ao longo dos postos militares na fronteira entre o Paquistão e o Afeganistão nos meses anteriores ao ataque, sendo que um dos motivos relatados foi o domínio do Talibã sob o país.

## Ataque e consequências
Em 30 de janeiro de 2023, às 13h30 (UTC+5), o homem-bomba, parado na primeira fila dos que estavam orando, detonou seu colete suicida no pátio interno da mesquita, causando uma grande explosão que resultou no colapso do telhado da mesquita. Apesar das medidas de alta segurança na área das Linhas Policiais, o agressor conseguiu acesso à mesquita. O chefe da polícia de Peshawar, Muhammad Ijaz Khan, disse à mídia local que entre 300 e 400 agentes oliciais estavam na área no momento.
A mesquita estava localizada dentro de um complexo que inclui a sede da polícia provincial e um departamento de combate ao terrorismo. A maioria das vítimas eram agentes policiais.
O governo e as autoridades de saúde tomaram medidas para responder à situação, inclusive pedindo doações de sangue para as vítimas. A investigação sobre o ataque está em andamento.

## Perpetradores
O grupo terrorista Tehrik-i-Taliban Pakistan (TTP, talibãs paquistaneses) reivindicou a autoria do ataque. Um irmão de Omar Khalid Khurasani, ex-comandante do grupo assassinado no Afeganistão em agosto de 2022, disse que o atentado fazia parte de um "ataque de vingança" contra seu irmão. A CNN disse que não era possível verificar independentemente essas alegações.
O TTP juntou-se ao lado insurgente da guerra em 2007. A guerra se intensificou a um conflito de baixa intensidade em 2017. O grupo foi designado como grupo terrorista por vários países, incluindo o Paquistão e os Estados Unidos.

## Reações

### Domésticas
O primeiro-ministro paquistanês Shehbaz Sharif condenou os ataques afirmando que o atentado é incompatível com o Islã e que todo o Paquistão se opõe à "ameaça do terrorismo".
O ex-primeiro-ministro Imran Khan já condenou o atentado, afirmando que "é imperativo melhorarmos nossa coleta de informações e equiparmos adequadamente nossas forças policiais para combater a crescente ameaça do terrorismo".
Várias celebridades paquistanesas também condenaram o atentado, incluindo Hamza Ali Abbasi, Naseem Shah, Kamran Akmal, Mohammad Hafeez, Ahmed Shehzad, Adnan Siddiqui e Saba Qamar.

### Internacionais
A embaixada dos Estados Unidos em Islamabade ofereceu "suas mais profundas condolências às famílias das vítimas do terrível ataque".
A União Europeia "condenou veementemente" o ataque, lamentando a perda de vidas e desejando uma rápida recuperação aos feridos.
O Ministério das Relações Exteriores da Arábia Saudita disse que o país rejeita "o ataque a locais de culto, o terror de pessoas e o derramamento de sangue inocente" e que apoia o Paquistão diante da violência.